# Pallone d'oro 1958

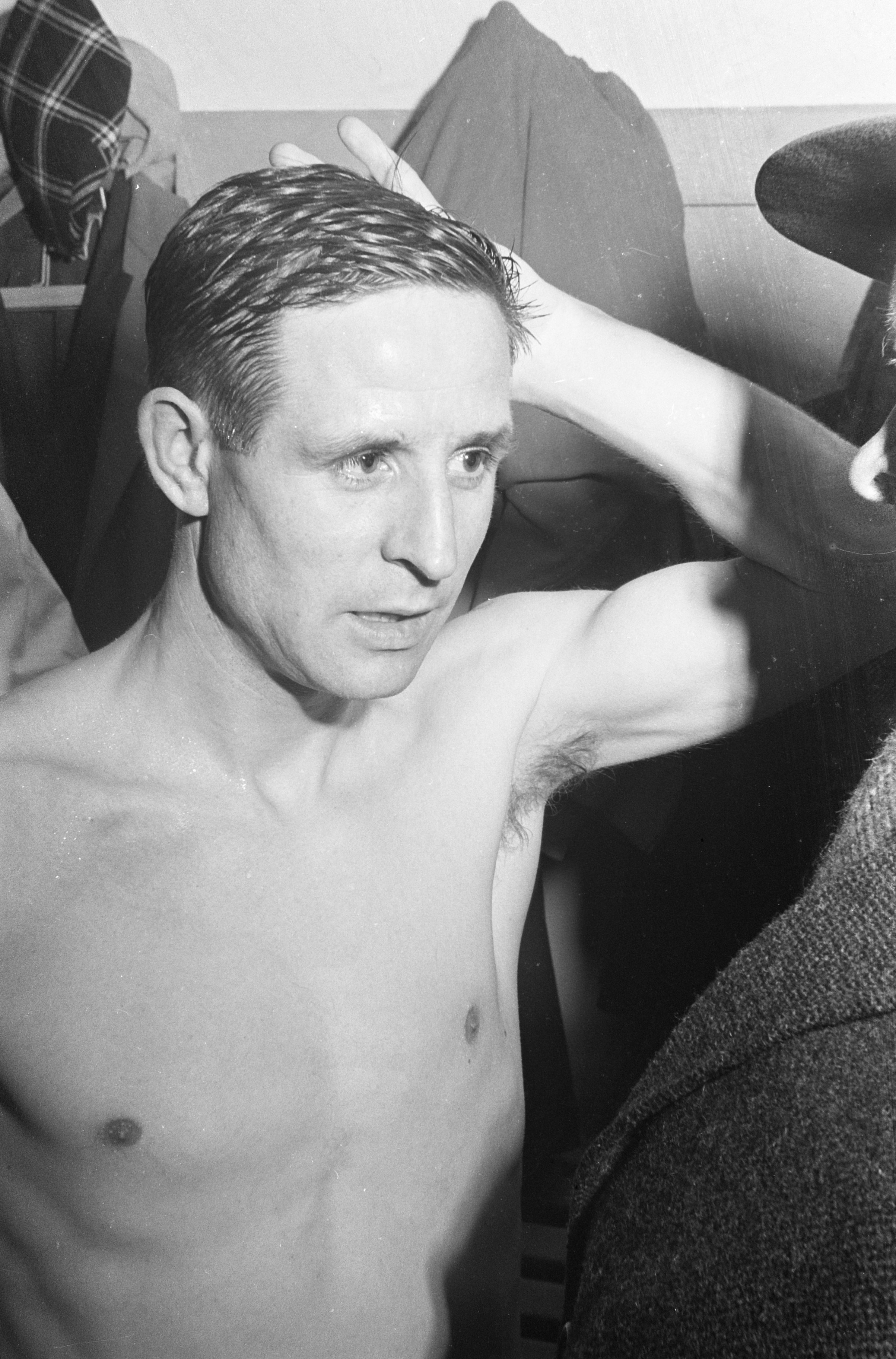
Raymond Kopa nel 1963

L’edizione 1958 del Pallone d'oro, 3ª edizione del premio calcistico istituito dalla rivista francese France Football, fu vinta dal francese Raymond Kopa (Real Madrid).
I giurati che votarono furono 16, provenienti da Austria, Belgio, Bulgaria, Cecoslovacchia, Francia, Germania Ovest, Grecia, Inghilterra, Italia, Paesi Bassi, Polonia, Portogallo, Spagna, Svizzera e Ungheria.